# Valeri Bojinov
Valeri Bojinov (en búlgaro: Валери Божинов; Gorna Oriajovitsa, Veliko Tarnovo, Bulgaria, 15 de febrero de 1986), también puede aparecer escrito Bozhinov, es un futbolista internacional búlgaro que juega como delantero y milita en el P. F. C. Septemvri Sofia de la Segunda Liga de Bulgaria.

## Carrera profesional

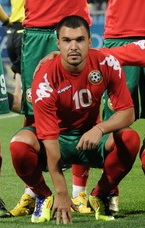
Imagen de Valeri Bojinov

Valeri nació en Gorna Oryahovitsa y a la edad de 12 años se mudó a la isla de Malta junto a su madre Pepa, exjugadora de baloncesto búlgara y con su segundo padre Sasho Angelov quien jugó para la selección de fútbol de Bulgaria durante los años 90.
Valeri Bojinov despertó el interés del director deportivo de la Unione Sportiva Lecce, en esta época Bojinov jugaba para el Pietá Hotspurs FC maltés. Para llevar a cabo el fichaje el club italiano debería de pagar 15 mil euros. Finalmente debutó en la Serie A Italiana el 22 de enero de 2002.
En 2014 fichó por el Levski Sofia, el primer club de su país en el que el delantero jugaba desde que comenzó su carrera profesional.
En septiembre de 2014 Bojinov rescindió su contrato y firmó con el Ternara como agente libre por un año.
Concluido el contrato, el 14 de junio de 2015 firmó por dos años con el Partizan.

## Selección nacional
Ha sido internacional con la selección de fútbol de Bulgaria en 43 ocasiones y ha convertido 6 goles.

## Vida personal
En el año 2007 tiene un hijo con la cantante pop-folk Alicia. El 9 de octubre de 2011 se casó con la modelo Nikoleta Lozanova con la que también tiene una hija, Nikol, que nació el 1 de abril de 2012.

## Clubes
| Club                     | País          | Año           | PJ (Liga) | Goles (Liga) |
| ------------------------ | ------------- | ------------- | --------- | ------------ |
| U. S. Lecce              | Italia        | 2002-2005     | 65        | 16           |
| ACF Fiorentina           | Italia        | 2005-2007     | 36        | 8            |
| Juventus F. C. cedido    | Italia        | 2006-2007     | 18        | 5            |
| Manchester City F. C.    | Inglaterra    | 2007-2010     | 11        | 1            |
| Parma F. C.              | Italia        | 2009-2011     | 61        | 11           |
| Sporting de Lisboa       | Portugal      | 2011-2013     | 8         | 2            |
| U. S. Lecce cedido       | Italia        | 2012          | 10        | 1            |
| Hellas Verona cedido     | Italia        | 2012          | 13        | 1            |
| Vicenza Calcio cedido    | Italia        | 2013          | 18        | 4            |
| P. F. C. Levski Sofia    | Bulgaria      | 2014          | 19        | 7            |
| Ternana Calcio           | Italia        | 2014-2015     | 27        | 6            |
| Partizán de Belgrado     | Serbia        | 2015-2017     | 51        | 23           |
| Meizhou Hakka            | China         | 2017          | 10        | 5            |
| F. C. Lausanne-Sport     | Suiza         | 2017          | 7         | 1            |
| H. N. K. Rijeka          | Croacia       | 2018          | 1         | 0            |
| POFC Botev Vratsa        | Bulgaria      | 2018-2019     | 3         | 1            |
| P. F. C. Levski Sofia    | Bulgaria      | 2019          |           |              |
| POFC Botev Vratsa        | Bulgaria      | 2019          |           |              |
| Delfino Pescara 1936     | Italia        | 2020          |           |              |
| P. F. C. Levski Sofia    | Bulgaria      | 2020-2021     |           |              |
| P. F. C. Septemvri Sofia | Bulgaria      | 2022-         |           |              |
| Total carrera            | Total carrera | Total carrera | 358       | 92           |